# Paschalis II.
Paschalis II., rodným jménem  Rainer z Biedy  (cca 1050, Bieda – 21. ledna 1118, Řím) byl papežem od 13. srpna 1099 až do své smrti.

## Život
V roce 1102 na postní synodě obnovil papež zákaz investitury a vyobcoval císaře Jindřicha IV. z církve.
V roce 1111 Jindřich V. Sálský dva měsíce věznil papeže a kardinály, dokud mu nebyla přislíbena císařská korunovace.
V roce 1113 Paschalis II. svou Bulou uznal řád Johanitů.

## Odkazy

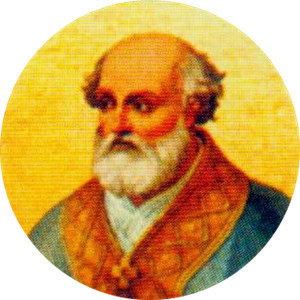
Portrét papeže Paschala II. v bazilice sv. Pavla za hradbami